# Wolfgang Hagemann (Historiker)

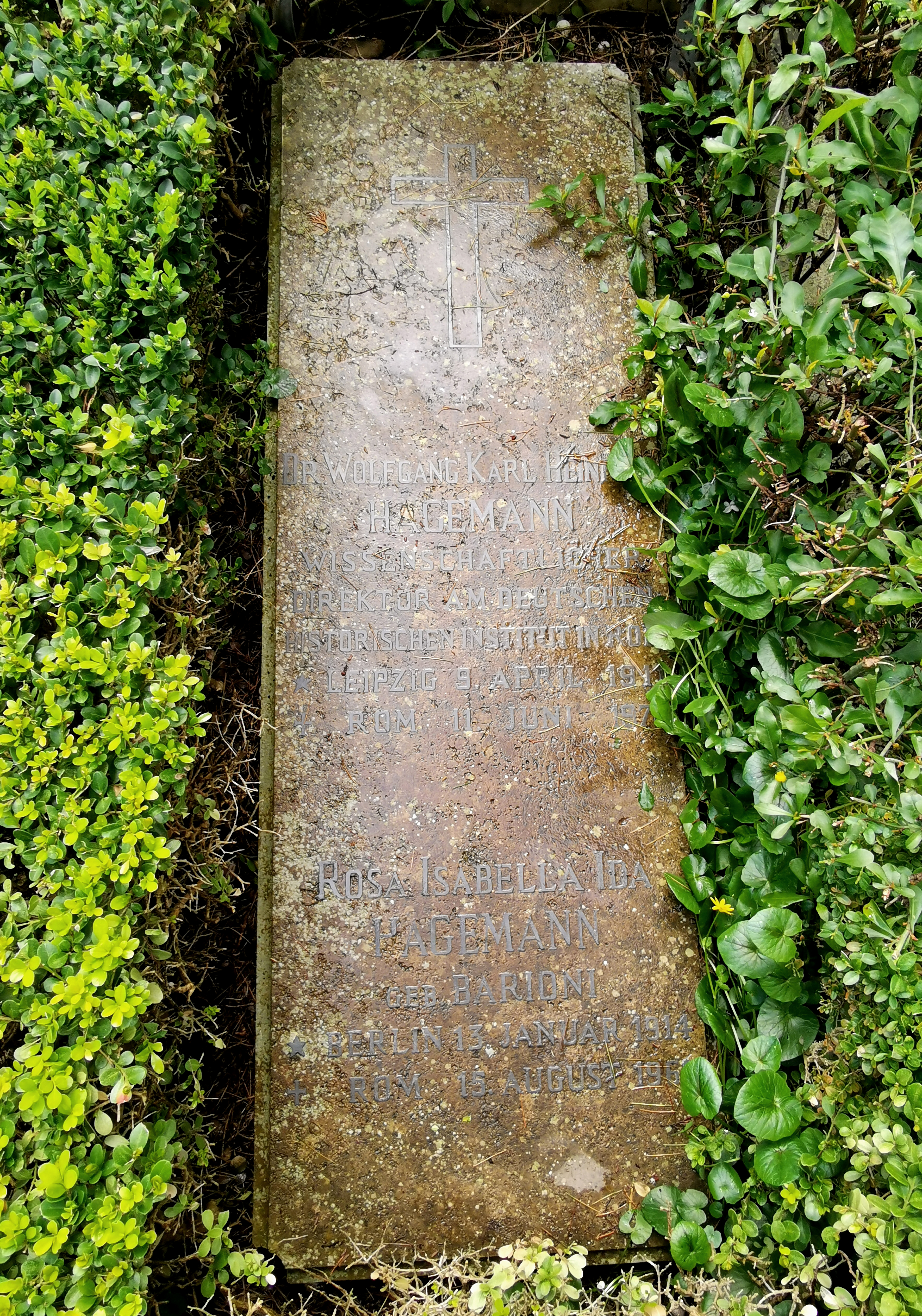
Grab auf dem Nichtkatholischen (Protestantischen) Friedhof Rom

Wolfgang Hagemann (* 9. April 1911 in Leipzig; † 11. Juni 1978 in Rom) war ein deutscher Historiker.

Der Sohn eines Verwaltungsjuristen legte in Berlin-Dahlem 1929 die Reifeprüfung ab und studierte anschließend in Heidelberg und Berlin die Fächer Geschichte, Geographie und Germanistik. 1928 wurde er Mitglied des Corps Vandalia Heidelberg. Er wurde bei Albert Brackmann promoviert mit der Arbeit Die Entstehung der Scaligersignorie in Verona (1259–1304) und beendete das Studium 1936. Bereits 1935 wurde er von Paul Fridolin Kehr als wissenschaftlicher Hilfsarbeiter an das römische Institut berufen, mit dem Auftrag, die Archivbestände Umbriens und der Marken systematisch für die Stauferzeit zu durchsuchen. Seine vielen Archivreisen mündeten in zahlreichen Aufsätzen, vor allem in den Quellen und Forschungen aus italienischen Archiven und Bibliotheken.
Von Februar 1941 bis Kriegsende war Hagemann in Nordafrika und in Italien als Dolmetscher bei Erwin Rommel und anderen Befehlshabern sowie im Kunstschutz tätig. Nach dem Krieg bereitete er die Wiedereröffnung des Deutschen Historischen Instituts (DHI) in Rom vor. Im Jahr 1949 übernahm Hagemann die Edition des Registerfragments Kaiser Friedrich II. von 1239/40, die Arbeit konnte er allerdings bis zu seinem Tod nicht abschließen. Hagemann war lange Jahre stellvertretender Direktor des DHI in Rom. Er wurde auf dem Protestantischen Friedhof in Rom beerdigt.

## Schriften
- Die Entstehung der Scaligersignorie in Verona (1259–1304) (= Historische Studien 304, ZDB-ID 514152-7). Ebering, Berlin 1937.